# Instituto de Biologia da Universidade Federal do Rio de Janeiro
O Instituto de Biologia (IB) é uma unidade de ensino, pesquisa e extensão da Universidade Federal do Rio de Janeiro (UFRJ), criado em 1968, sendo sucessor do então Departamento de História Natural da Faculdade Nacional de Filosofia. Localiza-se no prédio do Centro de Ciências da Saúde (CCS), na Cidade Universitária, Rio de Janeiro.
O Instituto de Biologia possui 54 laboratórios de pesquisa. Tais laboratórios apresentam 25 coleções biológicas dos principais grupos de seres vivos. Essas coleções foram independentemente credenciadas como fiel depositárias e juntas reunem mais de um milhão de amostras catalogadas. Além dessas, dois acervos sonoros e multimídias de anfíbios, aves, peixes, insetos e mamíferos com vinte mil gravações e fotografias. 
O Instituto oferece cursos de graduação em Licenciatura em Ciências Biológicas e cinco bacharelados, além de quatro cursos de pós-graduação com nota máxima, três acadêmicos com nota 7 (Biodiversidade e Biologia Evolutiva, Ecologia e Genética) e mais um profissional com nota 5 (PROFBIO) 

## Cursos de Graduação
- Bacharelado em Ciências Biológicas, nas seguintes áreas:
  - Ecologia
  - Biologia Marinha
  - Biologia Vegetal
  - Genética
  - Zoologia

- Licenciatura em Ciências Biológicas nos turnos diurno e noturno.
- Licenciatura semi-presencial em Ciências Biológicas no CEDERJ.

## Cursos de Pós-Graduação
- Pós-graduações vinculadas ao IB
  - Pós-Graduação em Biodiversidade e Biologia Evolutiva
  - Pós-Graduação Genética
  - Pós-Graduação em Ecologia

- Outros programas de pós-graduação vinculadas ao IB são
  - PROFBIO - Mestrado Profissional em Rede em Ensino de Biologia
  - Pós-Graduação em Biotecnologia Vegetal e Bioprocessos
  - Pós-Graduação em Botânica
  - Pós-Graduação em Zoologia

## Departamentos
O Instituto é divido em cinco departamentos:
- Botânica, possui um total de nove laboratórios;

- Biologia Marinha, possui um total de nove laboratórios;

- Ecologia, possui um total de onze laboratórios;

- Genética, possui um total de nove laboratórios;

- Zoologia, possui um total de dezesseis laboratórios.